# Nukleosom

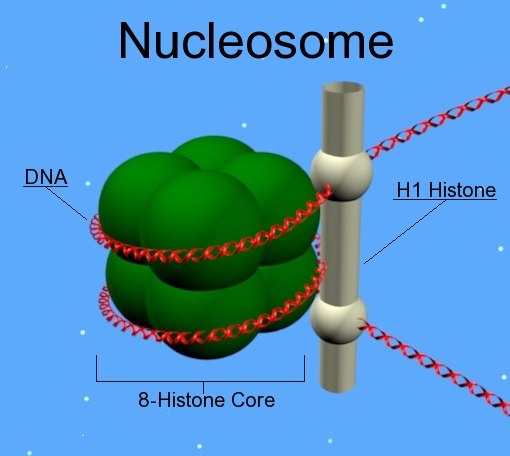
Skiss av en nukleosom

Nukleosomer är de minsta repeterande beståndsdelen i kromatin (som bygger upp kromosomerna) hos eukaryoter,  med undantag av mogna spermieceller . Nukleosomerna spelar också en viktig roll i styrningen av genuttryck. 
Nukleosomerna är uppbyggda av ca 147 baspar långt DNA uppvindat runt nukleosomkärnan som består av fyra par (8 st) histonproteiner. Nukleosomerna sägs likna "pärlor på ett band av DNA" när man tittar på dem genom ett elektronmikroskop. Histonerna H2A, H2B, H3 and H4 utgör kärnan av nukleosomen, och omkring dessa är DNA:t uppvindat, medan histonen H1 sitter i den position där histon-bundet DNA övergår till s.k. "länk-DNA" (d.v.s. DNA som länkar ihop en nukleosom med en annan). Histonernas N-terminala svansar sticker ut från nukleosomstrukturen och är därmed kemiskt tillgängliga för omgivningen. 
Enzymer kan acetylera, methylera eller fosforylera dessa svansar och därmed ändra egenskaperna hos kromatinet. Histonacetyltransferas är ett exempel på sådana enzymer, som kollektivt kallas histonmodifierande enzymer. Den acetylerade formen är mest transkriptionellt aktiv och kallas eukromatin. Den metylerade nukleosomen kan binda till proteiner (HPI) som medierar övergång till den kondenserade, icke aktiva formen: heterokromatin. Syntes av nya histoner sker samtidigt med DNA-replikationen. 
Hypotesen om nukleosomer, som framlades av Don och Ada Olins samt Roger Kornberg 1974, blev ett paradigmskifte för förståelsen av eukaryotiskt genuttryck. 